# Kras (żupania istryjska)
Kras – wieś w Chorwacji, w żupanii istryjskiej, w mieście Buzet. W 2011 roku liczyła 12 mieszkańców.